# Lista över Kongo-Kinshasas presidenter
Detta är en lista över Kongo-Kinshasas statschefer.

## Presidenter sedan 1960
| Namn                  | Ämbetsperiod                    | Kommentar                                  |
| --------------------- | ------------------------------- | ------------------------------------------ |
| Joseph Kasavubu       | 1 juli 1960–25 november 1965    |                                            |
| Mobutu Sese Seko      | 25 november 1965–16 maj 1997    |                                            |
| Laurent-Désiré Kabila | 17 maj 1997–16 januari 2001     |                                            |
| Joseph Kabila         | 17 januari 2001–24 januari 2019 | tillförordnad till och med 26 januari 2001 |
| Félix Tshisekedi      | 24 januari 2019 –               |                                            |